# 小林基司
小林 基司（こばやし もとし、1960年11月17日 - ）は、日本の実業家。株式会社ながの東急百貨店顧問、元常務取締役、元 株式会社北長野ショッピングセンター（ながの東急ライフ）取締役。

## 人物・経歴
1960年長野県生まれ。1983年3月千葉商科大学商経学部卒業。1990年5月株式会社ながの東急百貨店入社。2008年6月紳士服統括マネジャー、2014年11月株式会社北長野ショッピングセンター（ながの東急ライフ）営業部長、2016年8月株式会社ながの東急百貨店営業部長、2017年2月営業本部長、2017年4月取締役、2018年4月株式会社北長野ショッピングセンター（ながの東急ライフ）取締役、2020年4月常務取締役就任、2023年4月顧問就任